# Storgadden (Kökar, Åland)
Storgadden är en ö i Åland (Finland). Den ligger i Skärgårdshavet och i kommunen Kökar i landskapet Åland, i den sydvästra delen av landet. Ön ligger omkring 78 kilometer öster om Mariehamn och omkring 210 kilometer väster om Helsingfors.
Öns area är 5,7 hektar och dess största längd är 0,5 kilometer i öst-västlig riktning.